# Pseudocapitella fauveli
Pseudocapitella fauveli är en ringmaskart som beskrevs av Harmelin 1964. Pseudocapitella fauveli ingår i släktet Pseudocapitella och familjen Capitellidae. Inga underarter finns listade i Catalogue of Life.